# Касательный вектор
Касательный вектор —  элемент касательного пространства, например элемент касательной прямой к кривой, касательной плоскости к поверхности так далее.

## Касательный вектор к кривой
- Пусть функция {\displaystyle f\colon U(x_{0})\subset \mathbb {R} \to \mathbb {R} } определена в некоторой окрестности точки {\displaystyle x_{0}\in \mathbb {R} } и дифференцируема в ней: {\displaystyle f\in {\mathcal {D}}(x_{0})}.

Касательным вектором к графику функции {\displaystyle f} в точке {\displaystyle x_{0}} называется вектор с компонентами
- {\displaystyle {\vec {e}}={\frac {1}{\sqrt {1+f'(x_{0})^{2}}}}\cdot {\vec {e}}_{x}+{\frac {f'(x_{0})}{\sqrt {1+f'(x_{0})^{2}}}}\cdot {\vec {e}}_{y}}.
- Если функция {\displaystyle f} имеет в точке {\displaystyle x_{0}} бесконечную производную {\displaystyle f'(x_{0})=\pm \infty ,} то касательный вектор
{\displaystyle {\vec {e}}={\vec {e}}_{y}}.

## Общее определение
Касательным вектором к гладкому многообразию {\displaystyle M} в точке {\displaystyle p\in M} называется оператор {\displaystyle X}, сопоставляющий каждой гладкой функции {\displaystyle f\colon M\to \mathbb {R} } число {\displaystyle Xf} и обладающий следующими свойствами:
- аддитивность: {\displaystyle X(f+h)=Xf+Xh,}
- правило Лейбница: {\displaystyle X(fh)=(Xf)\cdot h(p)+f(p)\cdot (Xh).}

Множество всех таких операторов в точке {\displaystyle p} имеет естественную структуру линейного пространства, именно:
{\displaystyle (X+Y)f=Xf+Yf;}
{\displaystyle (k\cdot X)f=k\cdot (Xf),\ \forall k\in \mathbb {R} }.
Совокупность всех касательных векторов в точке {\displaystyle p} образует векторное пространство, которое называется касательным пространством
в точке {\displaystyle p}. 
Совокупность всех касательных векторов во всех точках многообразия образует векторное расслоение, которое называется касательным расслоением.

## Касательный вектор как класс эквивалентности путей
Понятие касательного вектора к многообразию в точке обобщает понятие касательного вектора к гладкому пути в пространстве Rn. 
Пусть в Rn задан гладкий путь {\displaystyle \mathbf {f} \colon [0,1]\rightarrow \mathbb {R} ^{n}}:
{\displaystyle \mathbf {f} (t)=f_{1}(t)\mathbf {e} _{1}+f_{2}(t)\mathbf {e} _{2}+\dots +f_{n}(t)\mathbf {e} _{n}}.
Тогда существует единственный прямолинейный и равномерный путь {\displaystyle \mathbf {l} (t)}, который его касается в момент времени t0:
{\displaystyle \mathbf {l} (t)=\mathbf {f} (t_{0})+(t-t_{0})\left({\partial f_{1} \over \partial t}(t_{0})\mathbf {e} _{1}+{\partial f_{2} \over \partial t}(t_{0})\mathbf {e} _{2}+\dots +{\partial f_{n} \over \partial t}(t_{0})\mathbf {e} _{n}\right)}.
Касание двух путей {\displaystyle \mathbf {f} _{1}(t)} и {\displaystyle \mathbf {f} _{2}(t)} означает, что {\displaystyle \mathbf {f} _{1}(t)-\mathbf {f} _{2}(t)=o(t-t_{0})}; отношения касания путей в точке есть отношение эквивалентности.
Kасательный вектор в точке x0 можно определить как класс эквивалентности всех гладких путей, проходящих через точку x0 в один и тот же момент времени, и касающихся друг с другом в этой точке.

## Касательный вектор к подмногообразию
Касательный вектор в точке {\displaystyle p} гладкого подмногообразия {\displaystyle M} евклидова пространства — вектор скорости в точке {\displaystyle p} некоторой кривой в {\displaystyle M}.
Иначе говоря, касательный вектор в точке {\displaystyle p} подмногообразия, локально заданного параметрически
{\displaystyle r\colon \mathbb {R} ^{m}\to \mathbb {R} ^{n}} с {\displaystyle p=r(0)\ },
есть произвольная линейная комбинация частных производных {\displaystyle {\frac {\partial r}{\partial x_{i}}}(0)}.

### Замечания
- Для этого определения касательного вектора достаточно, чтобы подмногообразие было класса гладкости {\displaystyle C^{1}}.
- Согласно теореме Уитни о вложении, любое гладкое n-мерное многообразие допускает вложение в {\displaystyle \mathbb {R} ^{2n}}. Поэтому, не нарушая строгость, можно использовать данное определение для любого гладкого многообразия. Разумется при этом придётся доказывать независимость определения от вложения.